# Tính xác định (ngôn ngữ học)
Trong ngôn ngữ học, tính xác định (tiếng Anh: definiteness) là một đặc trưng ngữ nghĩa của cụm danh từ nhằm để khu biệt những sở chỉ hay ý nghĩa mà có thể nhận diện được trong ngữ cảnh đã biết (tức cụm danh từ xác định) với những cụm danh từ không có tính chất như vậy (tức cụm danh từ bất xác định). Cụm danh từ xác định thì thường chỉ đến những sở chỉ đơn nhất, quen thuộc, cụ thể trong tiếng Anh như the sun hay Australia, ngược lại với những sở chỉ bất xác định ví dụ như an idea hay some fish.
Biểu đạt tính xác định trong khắp các ngôn ngữ là khác nhau rất nhiều, vài ngôn ngữ như tiếng Nhật thì nói chung còn không đánh dấu tính xác định, cho nên cùng biểu đạt thì trong ngữ cảnh này thì có thể xác định, trong ngữ cảnh khác thì lại bất xác định. Trong các ngôn ngữ khác như tiếng Anh thì tính xác định thường được đánh dấu bằng cách chọn hạn định từ (ví dụ the hay là a). Song có những ngôn ngữ khác như tiếng Đan Mạch thì đánh dấu tính xác định thông qua hình thái của từ bằng cách thay đổi lên chính danh từ (ví dụ en mand (a man, người nào đó), manden (the man, cái người [đấy])).

## Khi tính xác định giới hạn ở phạm trù ngữ pháp
Có những lúc cụm danh từ được đánh dấu là 'xác định' về mặt ngữ pháp nhưng trên thực tế lại không khả nhận diện. Ví dụ, câu the polar bear's habitat is the arctic (nơi sống của gấu vùng cực là bắc cực) không trỏ đến con gấu đơn nhất, quen thuộc, cụ thể nào, đây là hiện tượng hình thức và nghĩa không khớp nhau.[p. 84]

## Sử dụng trong các ngôn ngữ khác nhau

### Tiếng Anh
Trong tiếng Anh, tính xác định thường được đánh dấu bằng các hạn định từ. Các hạn định từ nhất định, như a, an, many, hay some, cùng với số từ (vd, four items), thì thường hay đánh dấu cụm danh từ là bất xác định. Các hạn định từ khác, như the, that, cùng với cụm danh từ sở hữu cách (vd, my brother) thì thường hay đánh dấu cụm danh từ là xác định.
Một số phép thử đã được đề ra để khu biệt cụm danh từ xác định với bất xác định. "Mỗi phép thử đều dựa vào trực giác, cũng dựa trên cả vài mức độ trong hiệu quả trên mặt ngữ pháp. Tuy nhiên, có cái nào tương ứng vừa vặn vào phạm trù hình thức không thì không rõ."
1. Nếu cụm danh từ có thể đặt vào câu tồn tại chẳng hạn there is <cụm danh từ> at the door (ví dụ there are two wolves at the door), thì khả năng là danh từ bất xác định.[4]
2. Xem thử việc đặt câu hỏi which (tức câu hỏi lựa chọn) với cụm danh từ trong câu cho trước thì có được không hay là có cần không. Ví dụ: câu "Where did you park the car?" thì không cần hỏi lại là "Which car?"[2]

### Ngôn ngữ khác
- Trong tiếng Basque, tính xác định được đánh dấu bằng mạo từ clitic phrasal.[5](tr76)  emakume ("woman", phụ nữ), emakume-a (woman-ART: "the woman", người phụ nữ [đấy]), emakume ederr-a (woman beautiful-ART: "the beautiful woman", người phụ nữ xinh đẹp [đấy])
- Trong tiếng Đan Mạch, tính xác định được đánh dấu thông qua hình thái của từ.[6]
- Trong tiếng România: om ("man", người), om-ul (man-ART: "the man", cái người [đấy]), om-ul bun (man-ART good: "the good man", cái người tốt [đấy]) hoặc bun-ul om (good-ART man: "the good man", cái người tốt [đấy])
- Trong tiếng Albania, tính xác định được đánh dấu bằng phụ tố danh từ.[5](tr121) djalë ("boy", bé trai); djal-i (djal-ART: "the boy", cái thằng bé [đấy]); djal-i i madh (djal-ART i madh: "the elder son", đưa con trai lớn đấy); vajzë ("girl", bé gái); vajz-a (vajz-ART: "the girl", cái con bé [đấy]); vajz-a e bukur (vajz-ART e bukur: "the pretty girl", cái con bé xinh [đấy])
- Trong tiếng Ả-rập, ngữ xác định (الـمَعْرِفَة) có thể được phân biệt với ngữ bất xác định (النَّكِرَة) dựa trên sự hiện diện của mạo từ xác định là al- (الـ) hoặc dựa trên hậu tố đại từ sở hữu để hình thành kết cấu iḍāfa. Tính từ mà mô tả danh từ xác định thì cũng được đánh dấu bằng mạo từ xác định al- (الـ).[5](tr91)  الكتاب الكبير (al-kitāb al-kabīr) có hai lần dùng al- (DEF-book-DEF-big, đúng nghĩa đen là "the book the big", quyển sách [đấy] nó to)
- Trong tiếng Hungary, động từ phù ứng[i] với tính xác định của tân ngữ:[5](tr86)  olvasok egy könyvet (read-1sg.pres.INDEF a book-ACC.sg: "I read a book", Tôi đọc quyển sách [nào đó]) versus olvasom a könyvet (read-1sg.pres.DEF the book-ACC.sg: "I read the book", Tôi đọc quyển sách [đấy])
- Trong tiếng Nhật, 私は本を持っている (watashi wa hon o motteiru "I have a/the book", Tôi đang giữ quyển sách), bị mơ hồ giữa hai cách hiểu xác định và bất xác định.[7]

Các ngôn ngữ trong ngữ tộc German, ngữ tộc Rôman, ngữ tộc Celt, ngữ tộc Semit, ngôn ngữ bổ trợ quốc tế thì nói chung đều có mạo từ xác định, hay được để trước từ nhưng vài trường hợp thì để sau từ. Nhiều ngôn ngữ khác thì không có mạo từ. Vài ví dụ là tiếng Trung, tiếng Nhật, tiếng Phần Lan và ngữ tộc Slav hiện đại ngoại trừ tiếng Bulgaria và tiếng Macedonia. Khi cần thiết, các ngôn ngữ thuộc nhóm này đều có thể biểu thị tính xác định bằng các phương tiện khác chẳng hạn như từ chỉ xuất.
Thường thấy rằng tính xác định có ảnh hưởng đến việc đánh dấu biến cách trong ngữ cảnh cú pháp nhất định. Trong nhiều ngôn ngữ, tân ngữ trực tiếp chỉ khi có tính xác định thì mới có đánh dấu riêng biệt. Ví dụ, trong tiếng Thổ Nhĩ Kỳ, tân ngữ trực tiếp trong câu adamı gördüm ("I saw the man", tôi có thấy cái người [đấy]) được đánh dấu bằng hậu tố -ı (biểu thị tính xác định).(tr204) Tân ngữ trực tiếp mà thiếu hậu tố thì nghĩa là nó bất xác định, và nếu không có mạo từ bất xác định bir thì không còn là số ít rõ ràng nữa: adam gördüm ("I saw a man/I saw men", tôi có thấy (mấy) người [nào đó]).
Trong tiếng Serbia-Croatia, trong nhóm ngôn ngữ gốc Balt là tiếng Latvia với tiếng Litva, và, ở mức độ thấp hơn trong tiếng Slovene, tính xác định có thể được thể hiện bằng cách biến đổi hình thái trên tính từ đặt trước danh từ. Dạng ngắn của tính từ thì được hiểu là bất xác định, còn dạng dài thì được hiểu là xác định hoặc đặc chỉ:
- dạng ngắn (bất xác định): Tiếng Serbia-Croatia: nov grad ("a new city", thành phố mới [nào đó]); tiếng Litva: balta knyga ("a white book", quyển sách trắng [nào đó]); tiếng Latvia: balta māja ("a white house", ngôi nhà mới [nào đó])
- dạng dài (xác định): novi grad ("the new city, a certain new city", thành phố mới [đấy], thành phố mới nọ); baltoji knyga ("the white book, a certain white book", quyển sách trắng [đấy]); baltā māja ("the white house", ngôi nhà trắng [đấy])